# أحمد بن يحيى التستري
أحمد بن يحيى التستري أحد رواة الحديث النبوي ، اسمه أبو جعفر أحمد بن يحيى بن زهير التستري ، روى الحديث عن أبا كريب محمد بن العلاء ومحمد بن حرب النشائي والحسين بن أبي زيد الدباغ ومحمد بن عمار الرازي وعمرو بن عيسى الضبعي ومحمد بن بشار ومحمد بن عبد الله بن عبيد بن عقيل ، حدث عنه أبو حاتم بن حبان وأبو إسحاق بن حمزة وسليمان بن أحمد الطبراني وأبو عمرو بن حمدان وأبو بكر بن المقرئ توفي سنة 310 هـ.
قال الحافظ أبو عبد الله بن منده: «ما رأيت في الدنيا أحفظ من أبي إسحاق بن حمزة، وسمعته يقول: ما رأيت في الدنيا أحفظ من أبي جعفر بن زهير التستري». وقال أبو بكر بن المقرئ: «حدثنا تاج المحدثين أحمد بن يحيى بن زهير، فذكر حديثا».